# Kusnyér Anna
Kusnyér Anna (Veszprém, 1997. május 23. –) magyar színésznő, énekesnő.

## Életpályája
Édesanyja orosz származású. Veszprémben nyelvi előkészítős gimnáziumban érettségizett. A Veszprémi Petőfi Színházban ismerkedett meg a színészettel, ahol már főszerepeket bíztak rá. A Pécsi Tudományegyetem Művészeti Karának magánének szakán diplomázott. 2021-2024 között a Pesti Magyar Színház tagja volt.

## Színházi szerepei

### Veszprémi Petőfi Színház
- Abigél (Vitay Georgina, 2015)
- My fair lady (Eliza Doolittle, 2016)

### Vörösmarty Színház
- Fame – A hírnév ára (Carmen, 2021)

### Pesti Magyar Színház
- Oliver (Old Sally, egy koldusasszony, Nancy, 2022)
- Madagaszkár (Rico pingvin, 2022)
- A muzsika hangja (Liesl)
- Ezeregy éjszaka (Ali(da), 2023)

## Díjai
- Főnix-díj (2024)